# 北洋军医学堂
北洋军医学堂始创于1902年（清光绪二十八年），是今天中華民國国防医学院（National Defense Medical Center，NDMC），或称国防医学中心的前身。以此称谓使中華民國国防医学院成为中華民國军事院校中历史最悠久之学府。

## 历史
北洋军医学堂创立于1902年11月14日，为当时直隶总督兼北洋大臣袁世凯所创立，以由北洋军政司军医局负责筹办。军医局总办徐华清兼任学堂总理。聘请日本驻军医院的院长平贺精次郎陆军二等军医正为总教习。专门培养北洋陆军军医为目的，1902年12月1日举办首期招生考试，录取正备学员46人。1902年12月开始授课。1903年春，复试甄选，正取学生37人，为录取的学员扣除名额，为附课者。根据《北洋军医学堂章程》，学制三年半，设立总会办两员、总教一员、分教八员。北洋每年拨款2万两经费。1906年创办药科。郑寿、孟目的、陈璞等先后担任主任。
1906年底由清政府陆军部接管，更名为陆军军医学堂。1907年2月，第一期毕业生三十五名，全都担任官职，配属北洋各镇。1907年春招考第二期80人，分正副两班。1908年续招40人。1912年更名为陆军军医学校，李学瀛主持校务。1913年大总统颁布的《陆军军医学校条例》规定“陆军军医学校为养成军医司药各等人才、编辑教科书及施行军事卫生试验之所。”置职员：校长一人（军医监一等军医正），教务长一人（一二等军医正），教官若干人（二、三等军医正及司药正），助教若干人（一二等军医司药及上中尉或文官），学生监一人（二三等军医正），副官二人（一二等军医或上中尉），军需一人（一二等军需），此外得雇用助手书记等员。
1928年（民国17年）该校被南京国民政府军政部接收，将医科期限由四年改为五年，增加一年为医院临床实习，药科由三年增加为四年。1933年学校迁至南京东厂街。1936年（民国25年）更名称“中央陆军军医学校”（因为1933年海军军医学校已经停办），校长蒋介石兼。1937年（民国26年）日本侵华，9月迁往广州的广州分校。1938年（民国27年）广州危急，学校先迁往桂林，1940年迁至贵州安顺北兵营（北大营），南京本校5个班、广州分校3个班；附属医院设在县学宫（现为安顺二中），门诊部在轩辕宫（现为工人文化宫）。药圃设在武当山，药品制造研究所在城北郊小梅山。学校教育长张健中将实际负责。副教育长于少卿少将，总务长张治白上校，特别党部书记长兼政治部主任张丰胄少将。1941年开办牙医系第一期，修业五年。并开设专科班、护训班。1942年开办高级护士训练班。1943年招收高级护理职业班、药剂班。在安顺共招新生5届，毕业学生5届，医科毕业500余人，药科毕业150人。
1946年复员迁到上海江湾。1947年学校改组，与军医预备团及陆军卫生勤务训练所合并为国防医学院。

## 校址
初暂在东门外“浙江海運局”。后迁入天津南斜街原浙江会馆。1904年秋创立天津北洋官医院，院址在河北金家窑（三岔河口水师营旧址）。学生每年增加，校舍感到狭小，所以1906年6月，在海河北岸的河北新区黄纬路盖建新校舍，1906年12月迁入河北黄纬路新校址，校门朝南开。学堂范围约是黄纬路、宇纬路、三马路和四马路之间的部分或全部，现为胜天里小区楼群所在地（1976年唐山大地震前为东兴里），为欧式建筑，能收容学生200人。当时有学生150余名，分为3个班。
1917年迁入北京，校址位于东城朝阳门北小街北口路东的明朝旧太仓，清朝分为富新仓、兴平仓、南新仓和旧太仓四座仓，其中西侧是富新仓，现为陆军总医院的宿舍区。1913年在这片区域的西侧偏南临街始建北洋陆军军医学校校址，院内建筑为东西并列的两座回字建筑结构，南门外各有一座牌坊。两座牌坊遗存至今。这片区域西南角建有“陆军兽医学校”。

## 学校概述
学校的教职人员，在徐华清总办及平贺精次郎总教习之外，作为日本教习有医学士高桥刚吉、陆军一等军医我妻孝助、陆军一等军医医学士味冈平六、一等药剂官药学士宫川渔男等4人。其他还有汉文教习、日文教习、体操教习（中国武官）各1人。监督、会计、庶务等全都是中国人。
北洋军医学堂的规则，摘要如下：
1. 本学堂专以培养陆军人才为宗旨。学生毕业后直接向个营派遣，充当医官。不准另行就业。
2. 本学堂以研究东西医学为正课，兼习物理、化学，以及英文、日文和汉文。其课程，
- 第1年是：物理学、化学、动植物学、生理学、解剖学,以及实习胚生学、算学、汉文、日文、英文；
- 第2年是：解剖学、生理学、以及实习病理学、病理解剖学、诊断学、外科总论、药物学、汉文、日文、绷带学、药方学；
- 第3年是：内科学、外科分论、眼科学、产科学、妇科学、婴科、传染病学、普通卫生学、内外科诊验、汉文、日文、军医外科学、军医卫生学；
- 第4年是：内科学、外科分论、眼科学、皮肤病学、耳鼻喉科学、产科实习、细菌学、法医学、精神病学、内外眼妇婴诊验、军队卫生事务、军事学、汉文、日文、学堂卫生学、工业卫生学等。

此外，还有贯通每年的军事体操课。
3. 教职员设有总办、会办、监督、文案、出纳各1名。教习设有总教习1名，专科教习4名，国文教习2名。
4. 学生定员是100名，4年毕业。入学资格是年龄必须在18至25岁，资质聪敏、身体强壮、文理通顺者，在考试的基础上，准许临时入学。3个月后经过复试，准许正式入学。
5. 一切学资全部由官方供给。每月供给各生饭费4两。另外给与零用钱，上级生每月6两，下级生每月3两。其他还供给笔、纸、墨、书籍以及茶、灯、烛等。此外年终考试中达到最优等者，酌给奖赏；连续获得优等者，每月增给零用钱作为奖励。
6. 学生毕业后担任军医长，在职经过3年者，由练兵处选拔成绩显著者担任副军医官，经过任职6年工作勤劳卓著者，升任正军医。此外，选拔毕业生中优等者，到海外留学，学习专门医科。
7. 聘请精通医学兼懂东西方文字的翻译1名，选择东西医学之所长，编译成书，以备教学之用。
（以上所述只是学校在北洋军医学堂的称谓下的学校概况，以后的学校概况请参考国防医学院的内容）

## 附录
北洋军医学堂下辖医院两家。一家为北洋军医学堂旧址改建北洋防疫医院。一家为河北金家窑原三岔河口水师营旧址上改建的天津官医院。